# Spilichneumon juxtus
Spilichneumon juxtus là một loài tò vò trong họ Ichneumonidae.